# 金山 (弘治進士)
金山（1464年—？），字仲仁，河南開封府歸德州夏邑縣人，民籍，明朝政治人物。

## 生平
河南鄉試第二名舉人。弘治三年（1490年）中式庚戌科會試第五十六名，三甲第十五名進士。

## 家族
曾祖金熙；祖父金禮，教諭 贈員外郎；父金醞，參政。母朱氏（封宜人）。重庆下。